# DeMarcus Ware
DeMarcus Ware (født 31. juli 1982 i Auburn i Alabama i USA) er en amerikansk footballspiller, der spiller i NFL som linebacker for Denver Broncos. Han har spillet for klubben lige siden 2014. Tidligere har han repræsenteret Dallas Cowboys.
Ware er hele syv gange (2006-2012) blevet udtaget til Pro Bowl, NFL's All Star-kamp.

## Klubber
- Dallas Cowboys (2005−2013)
- Denver Broncos (2014–2016)